# Vistier
Vistierul este un termen care desemna o dregătorie în Evul Mediu românesc. Vistierul se ocupa de administrația fiscală a țării, a vistieriei, de evidența veniturilor, a impozitelor și cheltuielilor, a contribuabililor și a scutiților. Era membru al Divanului Domnesc. 
Sub el ca subalterni se aflau vistierul al doilea, care era boier de rang inferior, și tretivistieri, care erau boieri de rang și mai mic, precum și vistiernicii care slujeau ca inspectori financiari în mănăstiri sau administratori în orașe.